# Kadri Mälk
Kadri Mälk (27 de janeiro de 1958 – 1 de janeiro de 2023) foi uma artista e designer de joias estoniana.

## Vida e carreira
Mälk nasceu em Tallinn e começou seus estudos na Tartu Art School em 1977 e se formou na Estonian Academy of Arts em 1986, estudando com a professora Leili Kuldkepp. Entre 1986 e 1993, Mälk trabalhou como artista freelancer. Em 1993, ela se matriculou no Lahti Design Institute na Finlândia, estudando gemologia sob a direção de Esko Timonen e completou seus estudos no estúdio de lapidação de Bernd Munsteiner na Alemanha. Mälk foi designado para a Academia de Artes da Estônia desde 1989 e também foi professora no departamento de joalheria da escola desde 1996.
Mälk teve exposições individuais e coletivas em todo o mundo. Seus designs de joias foram exibidos em vários museus e exposições em: Estônia, Letônia, Lituânia, Alemanha, Bélgica, Dinamarca, Finlândia, Estados Unidos, Coréia do Sul, Rússia, Eslováquia, França, Japão, Reino Unido, Suécia, Espanha e Noruega.[carece de fontes?]
Mälk foi casada três vezes. Seu último marido foi o escritor e tradutor Mati Sirkel.
Mälk morreu em 1 de janeiro de 2023, aos 64 anos.

## Prêmios
- 2017 Ordem da Estrela Branca , Classe V
- Prêmio Cultural do Estado da Estônia de 1998
- Prêmio de Arte do Ano da Capital da Cultura da Estônia em 1997
- 1997 Prêmio de Excelência, Conferência Shippo, Tóquio, Japão
- 1995 Estfem, prêmio Mulher da Estônia
- 1994 Prêmio Anual de Arte Kristjan Raud
- 1992 PRIX ARTICA Menção Honrosa, Finlândia
- 1988 Grande Prêmio na IV Trienal de Arte Aplicada, Estônia
- Prêmio Jovem Artesão do Ano de 1987, Estônia